# System Reference Document
Ein System Reference Document (kurz SRD; deutsch System-Referenz-Dokument oder Systemreferenzdokument) bezeichnet im Prinzip jede Art von dokumentarischer Bezugseinheit, die zur Bezugnahme auf ein bestimmtes System verwendet werden kann.

## Anwendung
Hier kommt der Begriff ausschließlich in Verbindung mit Pen-&-Paper-Rollenspielen zur Anwendung, die unter der Open Game License (OGL) oder einer vergleichbaren Lizenz veröffentlicht wurden. Für diese Art von Anwendung ist der Zweck eines SRD, die Grundregeln des Spiels öffentlich zur Verfügung zu stellen, so dass potentiellen Autoren die Möglichkeit gegeben wird, auf die Regeln des Spiels zurückzugreifen und diese entsprechend den Richtlinien der OGL für eigene Veröffentlichungen zu verwenden oder auch für eigene Zwecke abzuändern.

## Geschichte
Die erste bekannte Erwähnung des Begriffes fand 2000 durch den Spieleverlag Wizards of the Coast (WotC) statt, der die Grundregeln für das von ihm übernommene Rollenspielsystem D&D mittels eines SRD veröffentlichte. Dieses SRD wurde unter die ebenfalls neu erstellte Open Game License gestellt und diente dem Zweck, die Marktanteile des Spiels zu erhöhen. Weitere Beispiele für Systemreferenzdokumente, geordnet nach dem Veröffentlichungsdatum, sind:
- 2005  Fudge SRD[2], als PDF abrufbar[3]
- 2005  Fate SRD (abgeleitet von Fudge)[4]
- ~ 2006  RuneQuest SRD[5] (Ausgabe mit gestaltetem Layout:  RuneQuest SRD Luxury Edition[6])
- 2009  Open D6 SRD[7][8]

## Häufige Fehlinterpretationen
Im Prinzip legt ein SRD die Struktur des Systems, das beschrieben wird, in geeigneter Form nieder. Der Begriff hat im Prinzip keine anderen Bezugspunkte. Es treten aber häufig Missverständnisse bei der Verwendung des Begriffes auf.
- SRD bedeutet D&D oder d20 – SRD ist ein allgemeiner Begriff, der zwar von WotC geprägt wurde, aber im Prinzip nichts mit D&D oder dem d20 System zu tun hat. Es gibt ein SRD zu D&D 3.0, ein SRD zu D&D 3.5 etc., aber es gibt auch Systemreferenzdokumente zu anderen Systemen. Der SRD-Begriff ist nicht „geschützt“.
- SRD ist gleich OGL – auch das stimmt nicht. Zurzeit wird der Begriff SRD zwar nur auf Rollenspielsysteme angewendet, die unter der OGL stehen, im Prinzip müssen sie das aber nicht. Wer ein eigenes Rollenspiel entwickelt, kann sich jederzeit für dieses Rollenspiel ein SRD erstellen, einfach um bestimmte Angaben schnell wiederfinden zu können.
- ein SRD muss im Internet frei verfügbar sein – Wie oben beschrieben kann ein SRD sich auch auf ein eigenes Rollenspiel beziehen, und muss damit nicht einmal öffentlich zugänglich sein. Es kann auch zu rein privaten Referenzzwecken dienen.
- ein SRD muss so allgemeingültig wie möglich sein – Ein SRD stellt ein System dar. Wie allgemeingültig das System ist spielt dabei keine Rolle.

## Weitere Beispiele für Systemreferenzdokumente
- Spirit of the Century SRD (Memento vom 14. Februar 2007 im Internet Archive)
- Diaspora SRD
- Dungeon World SRD